# Station Witten-Annen Nord
Station Witten-Annen Nord is een S-Bahnstation in in het stadsdeel Annen van de Duitse stad Witten. Het station ligt aan de spoorlijn Hagen – Dortmund.

## Treinverbindingen
| Serie | Treinsoort            | Route                                                                     | Bijzonderheden |
| ----- | --------------------- | ------------------------------------------------------------------------- | -------------- |
| S 5   | S-Bahn (DB Regio NRW) | Dortmund Hbf – Witten-Annen Nord – Witten Hbf – Wetter (Ruhr) – Hagen Hbf |                |